# هتل تاجیکستان
هتل تاجیکستان یک هتل در دوشنبه، تاجیکستان است. این هتل چهار ستاره است و در سال ۱۹۷۵ ساخته شد و در سال ۲۰۰۲ نیز بازسازی شد.